# Vinagre blanco

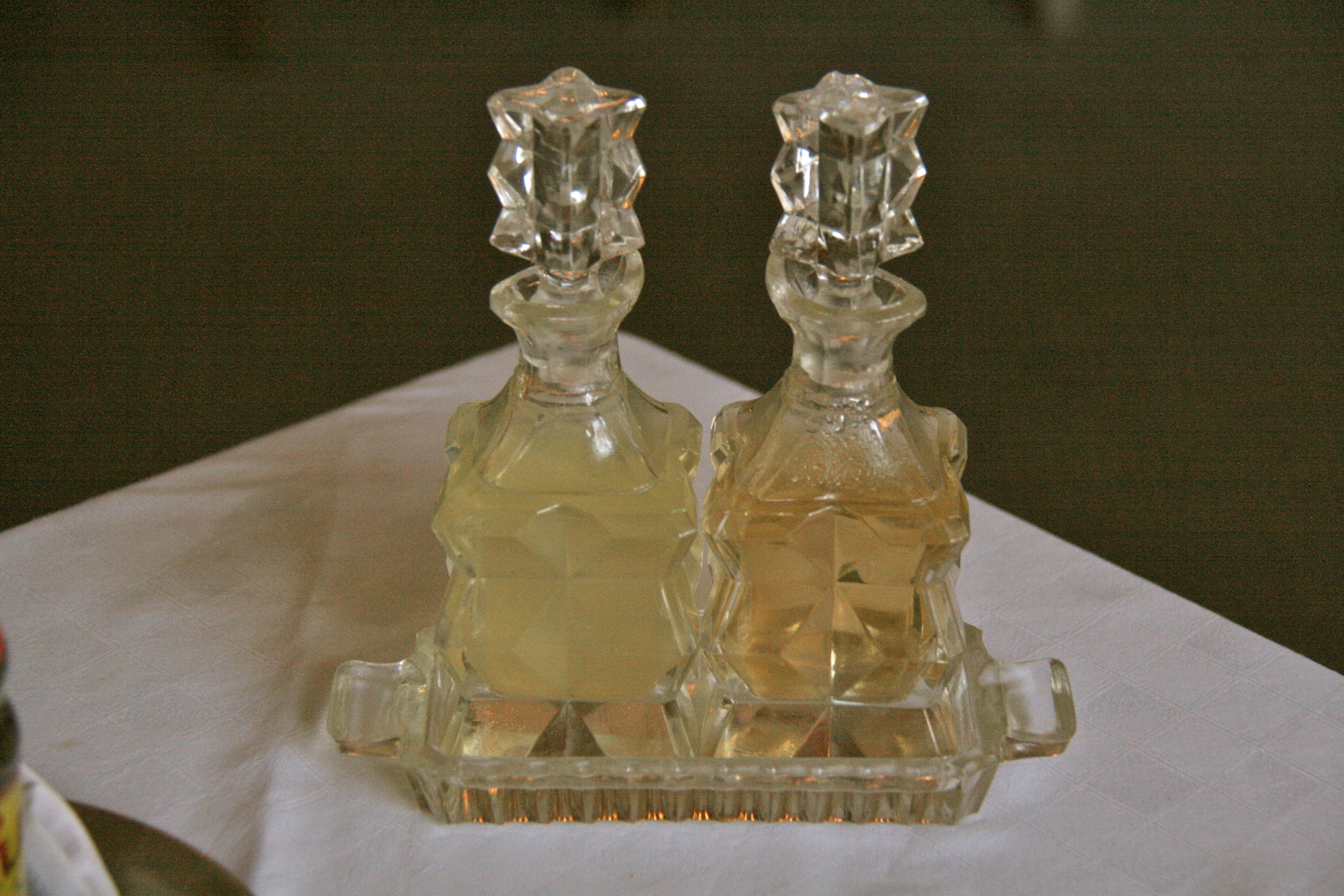
El vinagre blanco posee usos industriales, aunque en algunos casos es empleado como condimento o aliño de alimentos.

El vinagre blanco o vinagre destilado se trata de un tipo de vinagre elaborado de la fermentación del alcohol puro de caña de azúcar, maíz o malta. Se suele emplear en la cocina (puro o rebajado con otros vinagres) en ensaladas, en salsas vinagretas, etc. Es habitual en ciertas conservas.

## Características
Se suele obtener por fermentación del alcohol etílico, aunque en algunos casos suele ser un destilado procedente de otros vinagres de vino. Es la variante más fuerte de todas, por lo cual se expende diluido con agua entre el 5 y 10 por ciento. Aun cuando se puede emplear como aderezo, se emplea generalmente como resaltador de los colores vivos en las telas (para evitar que se destiñan), o bien como producto de limpieza doméstica. Se suele emplear en la elaboración de ciertas lociones. También se emplea para eliminar el moho de las telas.
Es usado también como aditivo alimentario en algunos aderezos tales como el kétchup, mayonesa, mostaza preparada, etc.; así como conservante de encurtidos.